# Salon-la-Tour
Salon-la-Tour este o comună în departamentul Corrèze din centrul Franței. În 2009 avea o populație de 700 de locuitori.

## Evoluția populației
| An        | 1975 | 1982 | 1990 | 1999 | 2006 | 2009 |
| --------- | ---- | ---- | ---- | ---- | ---- | ---- |
| Populație | 926  | 798  | 729  | 721  | 707  | 700  |